# 泉本線料金所
泉本線料金所（いずみほんせんりょうきんじょ）とは、かつて宮城県仙台市泉区にあった東北自動車道の本線料金所である。

## 概要
通行券の交換による不正通行防止とその発見のため、通行券に車種情報を入力するためとして、東北自動車道の中間地点(340kmポスト付近)に程近い箇所の、上り線のみに設置されていた。
当料金所で不正通行が発覚したのは過去1回のみで、通行量増加による渋滞の発生、ETCの導入と普及、施設維持費他の経費がかかるため、2004年（平成16年）11月1日をもって廃止された。
しかし、仙台北部道路開通後、仙台都市圏環状自動車専用道路が完成して環状線となった折の不正通行が懸念されたことから、廃止反対派も多かった。

## 跡地利用
料金所廃止後、通行の妨げとなる各ブースは早くに取り壊されたが、比較的広い跡地は工事用資材置き場として使われる程度で、長らく利用されないままとなっていた。
後にNEXCO東日本はここにメガソーラーを設置することを決定、出力1,000kWで2015年（平成27年）3月27日に供給開始した。

## 道路
- 東北自動車道（上り）

## 隣（最終）
東北自動車道
泉PA - 泉本線料金所 - (29) 泉IC